# Callanga trichocera
Callanga trichocera là một loài bọ cánh cứng trong họ Cerambycidae.